# Siemens S65
El Siemens S65 es un teléfono móvil GSM tribanda fabricado por Siemens, que se puso a la venta en el tercer trimestre de 2004. El precio inicial fue de 479 Euros y se le consideró como el sucesor oficial del Siemens S55. Desde marzo de 2005 está disponible el Siemens SP65, básicamente un S65 sin cámara digital. Además existe el Vodafone S65v ( un S65 bajo marca Vodafone ).
El teléfono tiene un diseño muy elegante, ya que se dirigen a las empresas. Utiliza materiales de primera calidad que combinan un negro mezcla-galvanizado (frontal y lateral) y plata (la parte de atrás y un poco en la parte frontal) con la adición de oro a la palanca de mando. Siemens utiliza una pantalla lo suficientemente grande en comparación con los últimos teléfonos móviles de Siemens. 
El S65 está equipado con una cámara digital de 1,3 Megapíxel. Tiene capacidad de tomar fotos de hasta 1280 x 960 píxels con objetivo de foco fijo. Como suele ser habitual en las cámaras de teléfonos móviles, la calidad de la imagen es sólo aceptable con buena iluminación. Puede usar el accesorio de flash opcional Siemens S5 para fotos en interior. Dispone de capacidad de grabación de vídeo a 176 x 144 píxeles, pero limitada a secuencias de 30 segundos (tras de una actualización del firmware se elimina ese límite)
Para intercambiar datos el S65 tiene soporte RS-232 / USB (sobre el conector Siemens Lumberg), IrDA y Bluetooth. Puede enviar MMS y correo electrónico sobre GPRS. Dispone de software de sincronización con el PC

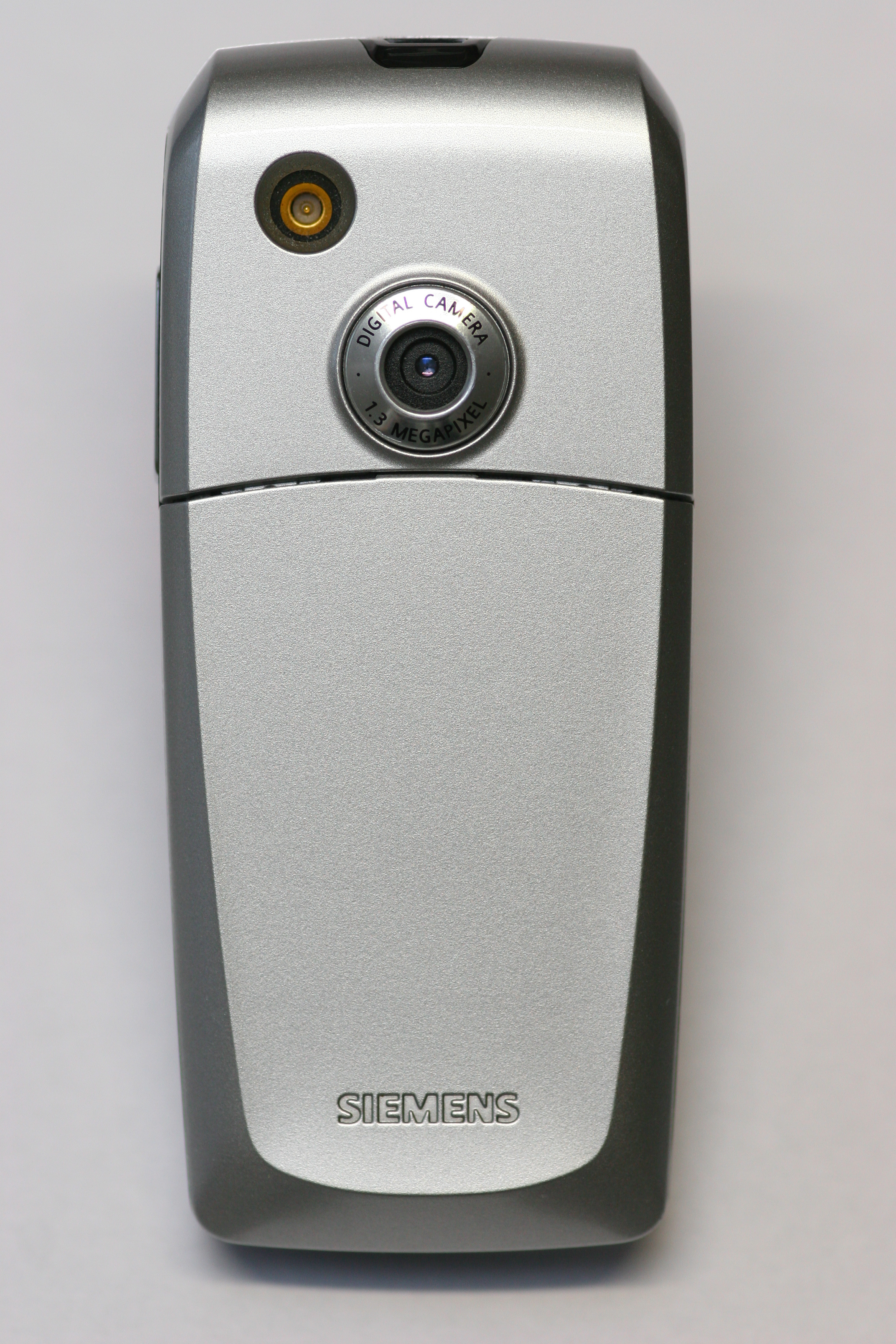
vista trasera

## Características
- GSM tribanda 900/1800/1900 MHz
- Datos : GPRS, WAP 2.0
- Batería : Li-ion de 750 mAh
  - Tiempo de espera : hasta 250 horas
  - Tiempo de conversación : hasta 300 minutos
- Pantalla : TFT 132 x 176 pixels a 65536 colores. Los Siemens CX65, Siemens M65, Siemens S65 y  Siemens SK65 tienen una resolución de 132x176 píxels con una profundidad de color de 16 bits basado en 3 chips diferentes:[1][2][3][4]
  - Si el módulo se llama LPH88xxxx el controlador es un Hitachi HD66773
  - Si el módulo se llama LS020xxx usa un dispositivo Sharp
  - El L2F50 se controla con el chip Epson
- Tamaño : 109 x 48 x 18 mm
- Peso : 98 gramos
- Volumen : 85 cm³
- Carcasa : metálica negra y burdeos. En el frontal keypad, D-pad y dos teclas de opciones. En la parte baja conector Siemens Lumberg. En la trasera trampilla de la batería, cámara digital y conector de antena externa
- Conectividad : USB y RS-232 (sobre el conector Siemens Lumberg), Bluetooth, IrDA
- Antena : 2 antenas integradas (GSM/UMTS, Bluetooth)
- Memoria flash : 32 Megabytes
- Soporte : Reduced Size Multi Media Card
- Multimedia : grabación de voz,  captura de vídeo, reproducción de vídeo 3GPP/ H.263
- Mensajes : SMS, MMS, ICQ, Correo electrónico (POP3, IMAP4, SMTP). Escritura inteligente T9
- Timbres : polifónicos, MIDI, AMR, WAV
- Cámara digital : integrada 1,3 Megapixels (1280 x 960 píxels max.); graba vídeo en clips de 30 segundos a 176 x 144 píxels
- Java soporta juegos y aplicaciones Java instalables.
- Tarjeta SIM: Mini-SIM de 1,8 o 3,0 voltios

## Accesorios oficiales
- Li-ion de 750 mAh EBA-660
- Cargador de viaje ETC-500 100–240 V. con alimentador enchufable para la UE
- Cargador de viaje ETC-510 100–240 V. con alimentador enchufable para el Reino Unido
- Cargador de coche Plus ECC-600
- Auriculares HHS-510 con tecla PTT para atender y terminar la comunicación.
- Auriculares HHS-610 de gran calidad con adaptador para el oído extraíble y tecla PTT.
- Auriculares Bluetooth HHB-600 con alimentador enchufable para la UE
- Auriculares Bluetooth HHB-610 con alimentador enchufable del Reino Unido
- Auriculares Bluetooth HHB-620 con alimentador enchufable para Australia
- Cable de datos DCA-500 Para conectar el teléfono a la interfaz serie RS-232 del PC.
- Cable de datos USB DCA-540 Para conectar el teléfono a la interfaz USB del PC. Con función de carga.